# Oxelytrum erythrurum
Oxelytrum erythrurum es una especie de escarabajo carroñero del género Oxelytrum, categorizada en la tribu Silphini, de la subfamilia Silphinae. Fue descrita por É.Blanchard en 1842.

## Distribución
Se distribuye por América del Sur: Bolivia, Brasil, Paraguay, Perú y Uruguay.